# Luna Blaise
Luna Blaise Boyd (Los Ángeles, California, 1 de octubre de 2001) es una actriz y cantante estadounidense. Es conocida por su papel de Olive Stone en  Manifest de NBC/Netflix. Además de la serie Fresh Off The Boat, como Nicole Ellisde de ABC.

## Primeros años
Blaise nació en Los Ángeles, California. Su padre es de Glasgow, Escocia, y su madre es una mexicano-estadounidense de segunda generación de San Antonio, Texas.

## Carrera

### Primeros roles y reconocimiento
Blaise comenzó a actuar a la edad de seis años con un pequeño cameo en la película de 2008  "Vicious Circle". En 2013, fue elegida como Young Nina en la película de arte independiente " Memoria", producida por James Franco, quien también protagonizó la película.
En 2014, Blaise fue elegida para el papel recurrente de Nicole en la serie de televisión de ABC "Fresh Off the Boat". protagonizada por Randall Park y Constance Wu como Louis y Jessica Huang. Tenía 13 años cuando la serie comenzó a filmarse y fue su primer papel importante. El papel le valió un premio a la mejor actriz joven recurrente en los Young Artist Awards de 2016.

### Debut musical y Manifest
En junio de 2016, Blaise protagonizó el video musical del sencillo debut de Jacob Sartorius «Sweatshirt».
A principios de 2017, Blaise lanzó su primer sencillo, «Over You», y anunció en diciembre de 2017 que lanzaría nueva música en el nuevo año. A finales de 2018, Blaise lanzó su segundo sencillo, «Secrets».
En 2018, Blaise fue elegida como Olive Stone en la serie de drama / misterio de NBC  Manifest.

## Filmografía
| Año       | Título                  | Rol                      |
| --------- | ----------------------- | ------------------------ |
| 2008      | Konflooent              | Victoria Santos          |
| 2009      | Vicious Circle          | Chloe (Hermana de Danyi) |
| 2013      | The Breakdown           | Loonz                    |
| 2015      | Memoria                 | Nina (edad 13)           |
| 2015–2018 | Fresh Off The Boat      | Nicole, 24 episodios     |
| 2017      | Noches con Platanito    |                          |
| 2018      | Surviving Theater 9     | Eileen                   |
| 2018      | Concrete Kids           | Luna                     |
| 2018–2023 | Manifest                | Olive Stone              |
| 2023      | Deltopia                | Hannah                   |
| 2025      | Jurassic World: Rebirth | Teresa Delgado           |

## Premios y nominaciones
| Año  | Premio               | Categoría                       | Rol    | Resultado | Ref   |
| ---- | -------------------- | ------------------------------- | ------ | --------- | ----- |
| 2016 | Premios Young Artist | Actriz joven recurrente (14-21) | Nicole | Ganadora  | [ 4 ] |